# Eavan Boland
Eavan Boland (ur. 24 września 1944 w Dublinie, zm. 27 kwietnia 2020) – irlandzka poetka, autorka, profesor. Jej dzieła nawiązują do irlandzkiej tożsamości narodowej i roli kobiet w historii Irlandii. Od 1995 wykładowczyni na Stanford University.

## Publikacje
23 Poems. Dublin: Gallagher, 1962.

Autumn Essay. Dublin: Gallagher, 1963.

Eavan Boland Poetry/Prose Joseph O’Malley. Dublin: Gallagher, 1963.

New Territory. Dublin: Allen Figgis, 1967.

W.B. Yeats and His World. With Micheál Mac Liammóir. London: Thames, 1971; New York: Thames & Hudson, 1998.

The War Horse. London: Victor Gollancz, 1975.

In Her Own Image. Dublin: Arlen House, 1980.

Introducing Eavan Boland. Princeton, NJ: Ontario Review P, 1981.

Night Feed. Dublin: Arlen House, 1982. Reissue: Manchester: Carcanet Press, 1994.

The Journey and Other Poems. Dublin: Arlen House, 1986; Manchester: Carcanet Press, 1987.

Selected Poems. Manchester: Carcanet Press, 1989.

Outside History. Manchester: Carcanet Press, 1990.

Outside History: Selected Poems 1980–1990. New York: Norton, 1990.

In a Time of Violence. New York: Norton, 1994; Manchester: Carcanet, 1994.

Collected Poems. Manchester: Carcanet Press, 1995.

Object Lessons: The Life of the Woman and the Poet in Our Time. New York: Norton, 1995; Manchester: Carcanet Press, 1995.

Penguin Modern Poets: Carol Ann Duffy, Vicki Feaver, Eavan Boland. London: Penguin, 1995.

An Origin Like Water: Collected Poems 1967–1987. New York: Norton, 1996. The Lost Land. Manchester: Carcanet Press, 1998.

The Lost Land: Poems. New York: Norton, 1998.

The Making of a Poem: A Norton Anthology of Poetic Forms. Ed. Eavan Boland and Mark Strand. New York: Norton, 2000.

Against Love Poetry. New York: Norton, 2001.

Code. Manchester: Carcanet Press, 2001.

Three Irish Poets: An Anthology: Eavan Boland, Paula Meehan, Mary O’Malley. Ed. Eavan Boland. Manchester: Carcanet Press, 2003.

After Every War: Twentieth-Century Women Poets. Trans. Eavan Boland.
Princeton, NJ: Princeton UP, 2004.

New Collected Poems. Manchester: Carcanet Press, 2005.

Domestic Violence. Manchester: Carcanet Press, 2007; New York: Norton, 2007.

Irish Writers on Writing (The Writer’s World). San Antonio: Trinity, 2007.
Selected Poems by Charlotte Mew. Ed. Manchester: Carcanet Press, 2008.

New Collected Poems. New York: Norton, 2008.

The Making of a Sonnet: A Norton Anthology. Ed. with Edward Hirsch. New York: Norton, 2008.

Eavan Boland: Selected Bibliography. Eavan Boland: A Critical Companion. New York: W.W. Norton, 2008.